# K-391
Kenneth Oseberg Nilsen (2 de novembro de 1994, Noruega),  mais conhecido por seu nome artístico K-391 ou Keosni391, é um DJ e produtor musical norueguês.

## Carreira
Kenneth começou a se interessar por música aos 5 anos de idade. Em 2011, começou a publicar suas músicas no site Newgrounds, para uso gratuito dos usuários. Com o tempo, criou um canal no YouTube, que hoje é conhecido como King Step. Seu irmão, Joakim Nilsen, é dono de uma gravadora.
Nilsen ficou bem conhecido no Brasil com sua música "Fantastic", que foi usada pelo youtuber PhoenixBR (Guilherme Nogueira) como tema de introdução do seu canal.
Entre outras coisas, Kenneth é um usuário recorrente do software FL Studio, da empresa belga Image-Line. Todas as suas músicas já lançadas foram feitas usando esse software.
Em meados de 2012 a 2013, ele conheceu Billy Woodford, criador da gravadora NoCopyrightSounds, onde teve várias músicas lançadas. Entretanto, na época a NoCopyrightSounds ainda não havia se tornado uma gravadora, e por isso todas as músicas do canal tiveram de ser removidas por não possuírem os direitos autorais delas, isso incluía as músicas de Kenneth.
Em 2017, Kenneth e Alan Walker lançaram seu single colaborativo "Ignite". A música é uma versão remixada de "Godzilla 2015",  feita por Kenneth no ano de 2015. Mesmo assim ele foi reconhecido somente como uma participação na música. Ignite foi originalmente lançada como um instrumental e lançada em 7 de abril de 2017, através da gravadora Mer Musikk, e também da Sony Music . Uma versão da música, com a voz da cantora e compositora norueguesa Julie Bergan e da cantora sul-coreana Seungri, foi lançada em 11 de maio de 2018. Ainda que o instrumental tenha sido lançado pela Mer Musikk e pela Sony Music, a interpretação vocal foi lançada na Liquid State, uma gravadora que foca na dance music eletrônica (EDM). A interpretação vocal recebeu muitos elogios por ser significativamente melhor que a instrumental. Kenneth continuou a colaborar com Alan Walker, remixando canções como "Tired" e "All Falls Down".
Em 30 de novembro de 2018, Kenneth fez uma colaboração com Alan Walker e a cantora norte-americana Sofia Carson no single "Different World", junto com Corsak, através da MER Musikk e da Sony Music Entertainment. Em 14 de dezembro de 2018, o single apareceu no álbum de estreia de Alan Walker, ao lado da música "Lily", com o vocal de Emelie Hollow.

## Discografia

### Singles mapeados
| Título                                            | Ano  | Posições do gráfico de pico | Posições do gráfico de pico | Posições do gráfico de pico | Posições do gráfico de pico | Álbum           |
| Título                                            | Ano  | NOR                         | FIN                         | SUE                         | EUA Dance                   | Álbum           |
| "Ignite" com Alan Walker, Julie Bergan e Seungri) | 2018 | 1                           | 5                           | 13                          | -                           | —               |
| "Different World" com Alan Walker e Sofia Carson) | 2018 | 31                          | -                           | -                           | -                           | Different World |
| "Lily" (com Alan Walker e Emelie Hollow)          | 2018 | -                           | -                           | -                           | 12                          | Different World |